# خانه داودی
خانه داودی مربوط به اواخر دوره قاجار است و در مشهد، ضلع جنوبی خیابان توحید، حد فاصل توحید ۶ و ۸، پلاک ۱۶ واقع شده است و همچنین این مکان در تاریخ ۲۰ آذر ۱۳۷۹ با شمارهٔ ثبت ۲۹۱۸ به‌عنوان یکی از آثار ملی ایران به ثبت رسیده است.